# Julieta Kirkwood
María Julieta Kirkwood Bañados (Santiago de Chile, 5 de abril de 1936 - 8 de abril de 1985) foi uma socióloga, cientista política, teórica, catedrática e ativista feminista chilena, considerada como uma das fundadoras e impulsoras do movimento feminista do Chile na década de 1980 e precursora dos estudos de gênero no país.

## Vida e obra
Filha de Johnny Kirkwood e Julieta Bañados pertence à primeira geração de mulheres que gozaram de amplo acesso à educação secundária. Estudou na Universidade do Chile, onde participou dos movimentos estudantis e sociais influenciados pela revolução de Maio de 68,como o  Unidade Popular e Revolução em Liberdade.
Considerava que a prática democrática era irrealizável sem a participação da mulher afirmando que "não há democracia sem feminismo".
Em 1972 integrou-se como docente e pesquisadora na Faculdade Latino-americana de Ciências Sociais (FLACSO), onde iniciou seu trabalho intelectual junto a Enzo Faletto. Durante este período publicou alguns dos trabalhos mais importantes, e que constituem um referente teórico e histórico dentro do pensamento feminista do Chile e da América Latina, entre os quais se encontram Ser política en Chile: las feministas y los partidos, Tejiendo rebeldías y Feminarios. Ademais, colaborou na revista Furia y el Boletín del Círculo de Estudios de la Mujer.

### Refundação do movimento feminista chileno
Durante a primeira metade do século XX as organizações feministas conectadas com a luta sufragista decaíram, segundo algumas análises, por causa da subordinação aos interesses dos partidos políticos. Kirkwood aposta pela refundação do movimento feminista chileno apoiado no discurso acadêmico.
Em seu trabalho teórico podem observar-se propostas sócias ao âmbito dos estudos de gênero mas desde uma óptica feminista próxima ao ativismo, com uma crítica para o discurso conservador do feminismo e uma mirada intercultural à cultura latinoamericana.
Como ativista, participou em várias organizações em pról dos direitos da mulher, entre elas o Círculo de Estudos da Mulher que posteriormente se converteu na La Morada e no Centro de Estudos da Mulher (CEM) e participou em movimentos sociais feministas como o MEMCh 83 e o Departamento Feminino da Coordenadora Nacional Sindical. Em 1983 foi uma das fundadoras do Movimento Feminista de oposição à ditadura de Augusto Pinochet onde a consigna foi «Democracia no país, na casa e na cama», frase promovida pela própria Julieta e Margarita Pisano. Também contribuiu no âmbito educativo  denunciando o autoritarismo e a falta de neutralidade tanto no ensino como no acesso ao conhecimento científico.

## Publicações
- Chile: la mujer en la formulación política (Santiago: FLACSO, 1981).
- Feminarios (Santiago: Documentas, 1987).
- El feminismo como negación del autoritarismo (Santiago: FLACSO, 1983).
- Feminismo y participación política en Chile (Santiago: FLACSO, 1982).
- Feministas y políticas (Santiago: FLACSO, 1984).
- Los nudos de la sabiduría feminista (Santiago: FLACSO, 1984).
- La política del feminismo en Chile (Santiago: FLACSO, 1983).
- Ser política en Chile: las feministas y los partidos (Santiago: LOM Ediciones, 1982, 1986 y 2010).
- Ser política en Chile: los nudos de la sabiduría feminista (Santiago: Cuarto Propio, 1990).
- Tejiendo rebeldías: escritos feministas de Julieta Kirkwood (Santiago: CEM, 1987).